# Vince Lombardi
Pour les articles homonymes, voir Lombardi.
Vincent Thomas Lombardi, dit Vince Lombardi, né le 11 juin 1913 à New York et mort le 3 septembre 1970 à Washington, est un entraîneur de football américain. Durant les 9 saisons de son mandat à la tête des Packers de Green Bay, de 1959 à 1967, il remporte cinq titres NFL dont les deux premiers Super Bowl.
Le trophée Vince-Lombardi remis à l'équipe vainqueur du Super Bowl porte d'ailleurs son nom depuis 1970, en hommage à sa mémoire autant qu'à sa légende.

## Biographie
Vincent Thomas Lombardi est né le 11 juin 1913, à Brooklyn, New York d'un père d'origine napolitaine, Enrico « Harry » Lombardi, boucher de son état, et de Matilda Izzo, la fille d'un coiffeur dont les parents avaient également immigré d'Italie.
En 1928, à l'âge de 15 ans, il entre au séminaire pour suivre un programme d'étude échelonné sur six ans afin de devenir prêtre mais à l'issue de la quatrième année Lombardi abandonne la vocation et rejoint le lycée Saint Francis où il se passionne pour l'équipe de football. Il n'en demeure pas moins un fervent catholique toute sa vie.
En 1933, Lombardi grâce à ses qualités de joueur obtient une bourse pour rejoindre l'université Fordham dans le Bronx dans laquelle il cultive son amour du jeu au sein des Rams de Fordham. Sur le plan scolaire, Lombardi obtient en outre une licence en juin 1937, cinq jours après son vingt-quatrième anniversaire.
Après deux années passées comme joueur semi-professionnel avec les Eagles de Brooklyn, Lombardi accepte un travail d'assistant entraîneur à Sainte Cécilia, une école secondaire catholique d'Englewood, New Jersey. En 1940, il épouse Marie Planitz, cousine d'un de ses anciens coéquipiers de Fodham. En 1942, il prend la responsabilité de l'équipe de Sainte Cecilia qu'il va diriger pendant 5 ans.
Après un bref retour à Fodham comme professeur d'éducation physique, il saisit l'occasion de devenir assistant auprès de l'équipe de West Point, la célèbre académie militaire américaine, marchepied pour le football professionnel. Cette expérience influence durablement son style et sa façon de mener une équipe. Il y demeure cinq ans avant de rejoindre les Giants de New York, toujours comme second. Nous sommes en 1954, et Lombardi, âgé de 41 ans, entame sa carrière professionnelle.
En janvier 1959, il devient l'entraîneur vedette des Packers de Green Bay avec un succès éclatant. À l'issue de la saison 1967, il prend une année de recul avant de revenir en 1969 pour secourir les Redskins de Washington. Toutefois, et juste avant le camp d'entraînement précédant sa seconde saison à la tête des Redskins, Vince Lombardi se voit diagnostiquer trop tardivement un cancer de l'intestin. Il en meurt dix semaines plus tard, le 3 septembre 1970.

## Carrière

### Packers de Green Bay
En janvier 1959, à l'âge de 45 ans, Lombardi accède à la position d'entraîneur et de manager général des Packers de Green Bay. Les Packers venaient de perdre 10 des 12 matchs qu'ils avaient joués durant la saison 1958. Lombardi impose de nouvelles méthodes plus musclées, façonne ses incomparables discours de motivation :  il attend de ses joueurs un dévouement absolu et des efforts considérables. L'amélioration est immédiate, son équipe finissant à 7 victoires pour 5 défaites dès 1959.

Pour sa deuxième année à leur tête, Lombardi mène les Packers à la finale du championnat NFL, mais subit une défaite amère. Il déclare alors que perdre l'occasion de remporter le titre est inacceptable et que cela ne se reproduira plus sous sa houlette. Dans les semaines qui suivent, les Giants de New York lui proposent de prendre les commandes de l'équipe mais il décline l'offre. Ironie de l'histoire, les Packers étrillent les Giants pour le titre 1961 sur le score de 37-0 et les battent à nouveau en finale du championnat 1962 par 16 à 7. Ce sont les deux premiers titres d'une série de cinq durant les neuf années du règne de Lombardi. Il mène les Packers à trois championnats consécutifs en 1965, 1966 et 1967, les deux derniers prenant pour la première fois le nom de Super Bowl.
La popularité de Lombardi était alors si grande que Richard Nixon a pu le désigner comme un soutien de campagne pour l'élection présidentielle américaine de 1968 avant qu'un de ses conseillers lui rappelle que Lombardi s'était engagé auprès de Robert F. Kennedy.

### Redskins de Washington
Lombardi laisse la direction de l'entraînement des Packers de Green Bay à Phil Bengtson après la saison 1967 dans le souci de préparer l'avenir tout en demeurant directeur général de l'équipe pour l'année 1968. Les Packers connaissent une saison décevante, terminant à 6 victoires pour 7 défaites et 1 match nul.
En 1969, Vince Lombardi retourne à l'entraînement en acceptant de prendre en charge les Redskins de Washington afin de casser une série de quatorze saisons perdantes.

### Honneurs
Sa mort en 1970 est accueillie dans la douleur par le monde du football américain aussi bien que par une partie de l'Amérique. Le président Nixon est allé jusqu'à envoyer un télégramme de condoléances signé « le peuple ». Une semaine après sa mort, le trophée remis aux vainqueurs du Super Bowl a été rebaptisé « Trophée Vince-Lombardi » en son honneur.
Vince Lombardi est devenu une incarnation légendaire des valeurs du football américain.